# Pókhálóslepke

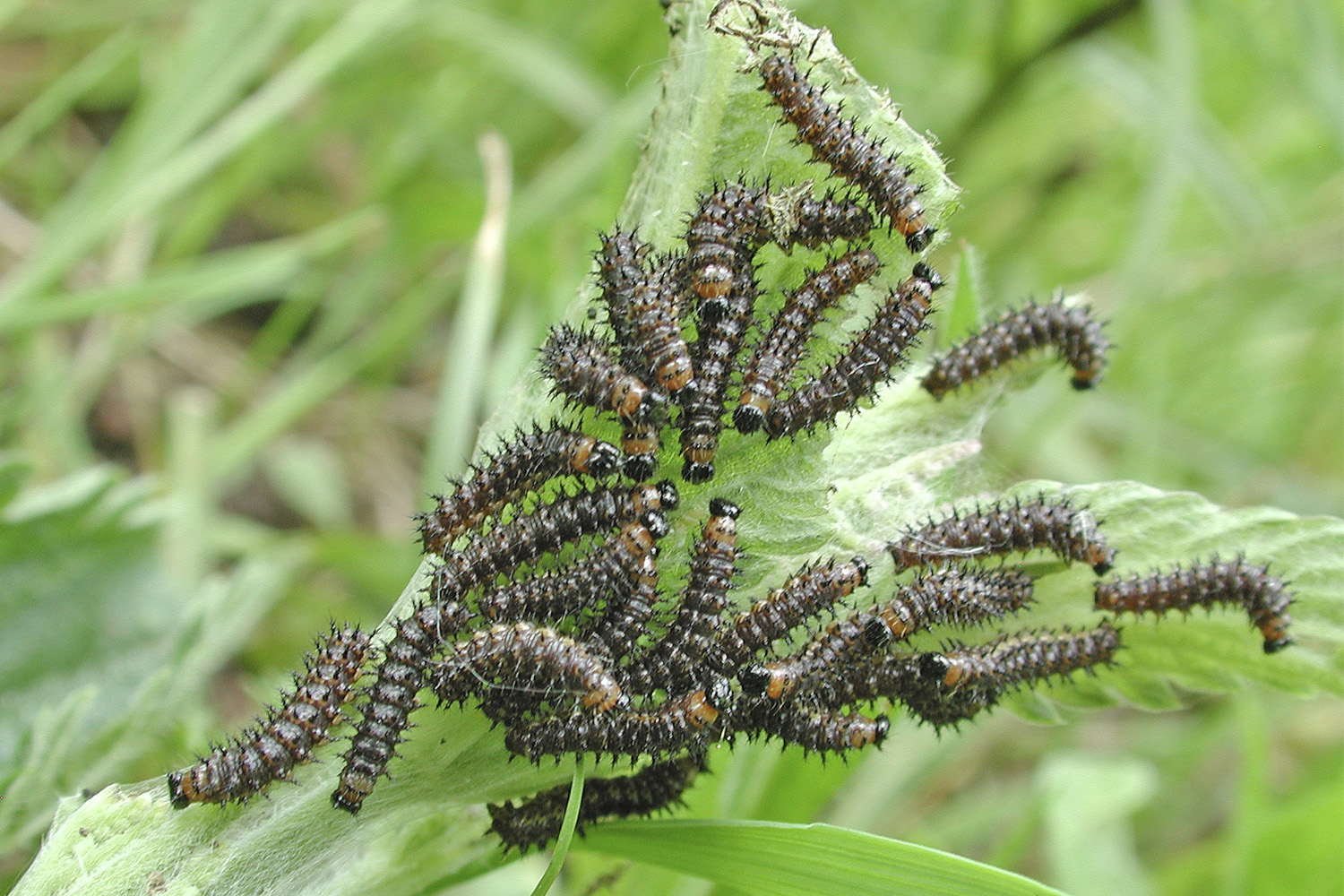
Hernyói

A pókhálóslepke (Araschnia levana) a rovarok (Insecta) osztályában a lepkék (Lepidoptera) rendjébe és a tarkalepkefélék (Nymphalidae) családjába tartozó faj.

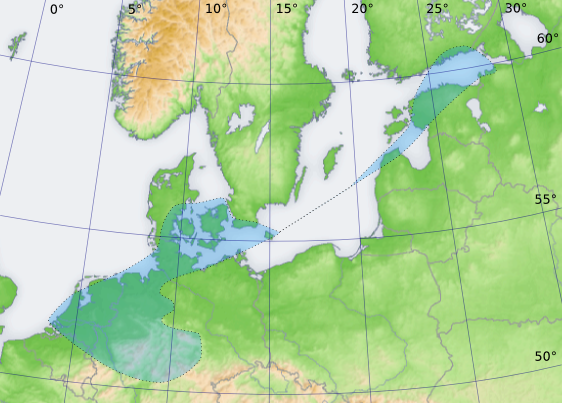
Elterjedési területének növekménye 1945–1982 között

## Elterjedése
Eurázsiai faj. Európában Franciaország atlanti partvidékétől a Kelet-európai-síkságig fordul elő a mérsékelt éghajlati öv közepe táján: a Mediterráneumban nem él meg. Magyarországon mindenfelé megtalálható. Kimutatták, hogy a 20. század közepe óta elterjedésének északi határa észak felé tolódik: valószínű, hogy ez a globális felmelegedésnek köszönhető.

## Jellemzői
Feketésbarna hernyója fején két tüskés szarvacska nő.
A három nemzedék megjelenése némileg eltérő:
Az első nemzedék szárnyának fesztávolsága 26–35 mm, a szárny alapszíne vörösesbarna vagy vöröses okkersárga. Rajzolata széles, szaggatott vagy felaprózódó fekete harántsávokból áll, a csúcstéren néhány apró, fehér ponttal vagy foltocskával. A hátulsó szárny szegélyét fekete félholdak kísérik és néhány kék vonalka. A szárnyak legsötétebb része a tőtér, erezetük vörhenyes. Az első szárny fonákján a csúcstér alatt nagy, ibolyaszínű folt van, az alapszín világosabb. A hátsó szárny fonákja csokoládévörös, rajzolata sárga, erezete fehér. A szárny csücske mögött tompa ibolyaszínű folt látható, a szegélyeket finom fekete vonalak kísérik.
A második nemzedék szárnyának fesztávolsága 33–44 mm, a szárny sötétbarna. Főként a hátsó szárnyon, de az elsőn is néhány finom, szaggatott, vörösesbarna harántvonal látszik, a szárny közepén pedig széles, az első szárny közepén megtörő fehér vagy sárga harántsáv húzódik végig. Az erezet részben vörös, részben fekete. A szárnyak fonákja barnásvörös, rajzolatuk fehér, a szegélyek világosak, a bennük végigfutó fekete vonalakat átszelő erek itt feketék, a belső térben fehérek. Az első szárny ibolyaszínű foltja hiányzik, a hátulsón pedig kis foltocskává zsugorodott, de a belső szögletben is van egy.
A harmadik nemzedék szárnyának fesztávolsága 33–44 mm. A szárnyak teljesen feketék, barna színelem nélkül.

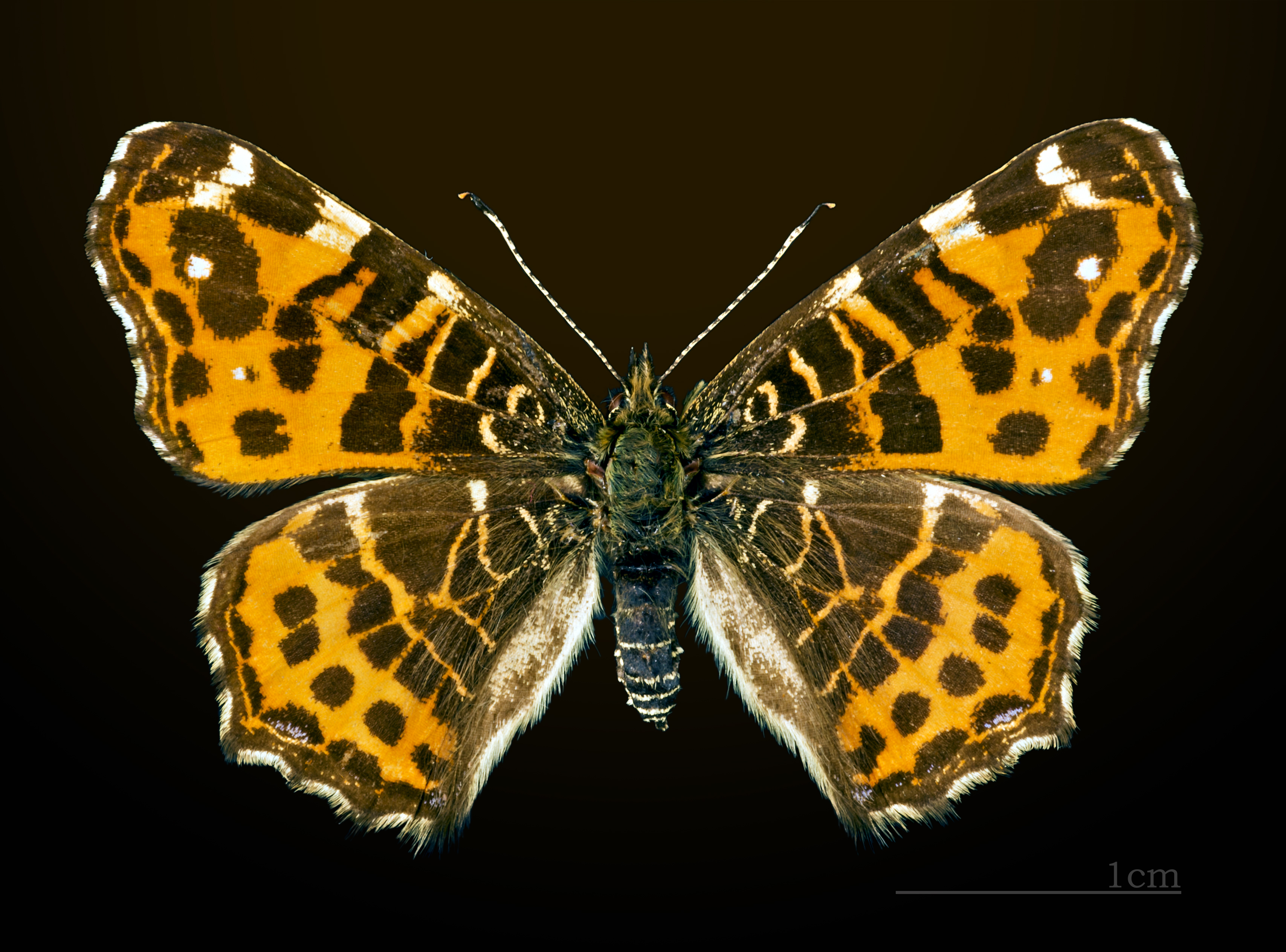
Araschnia levana f. levana
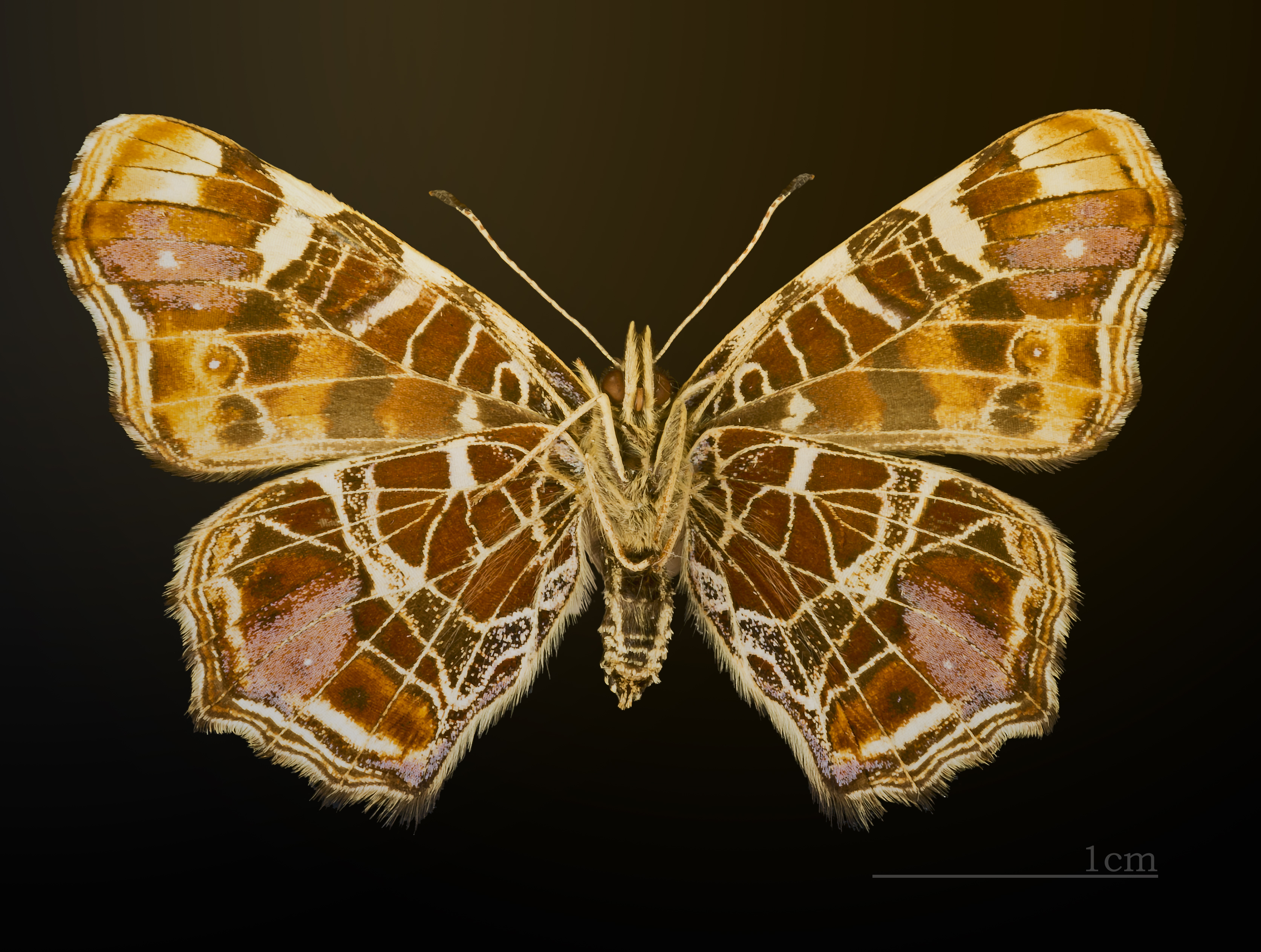
Araschnia levana f. levana △
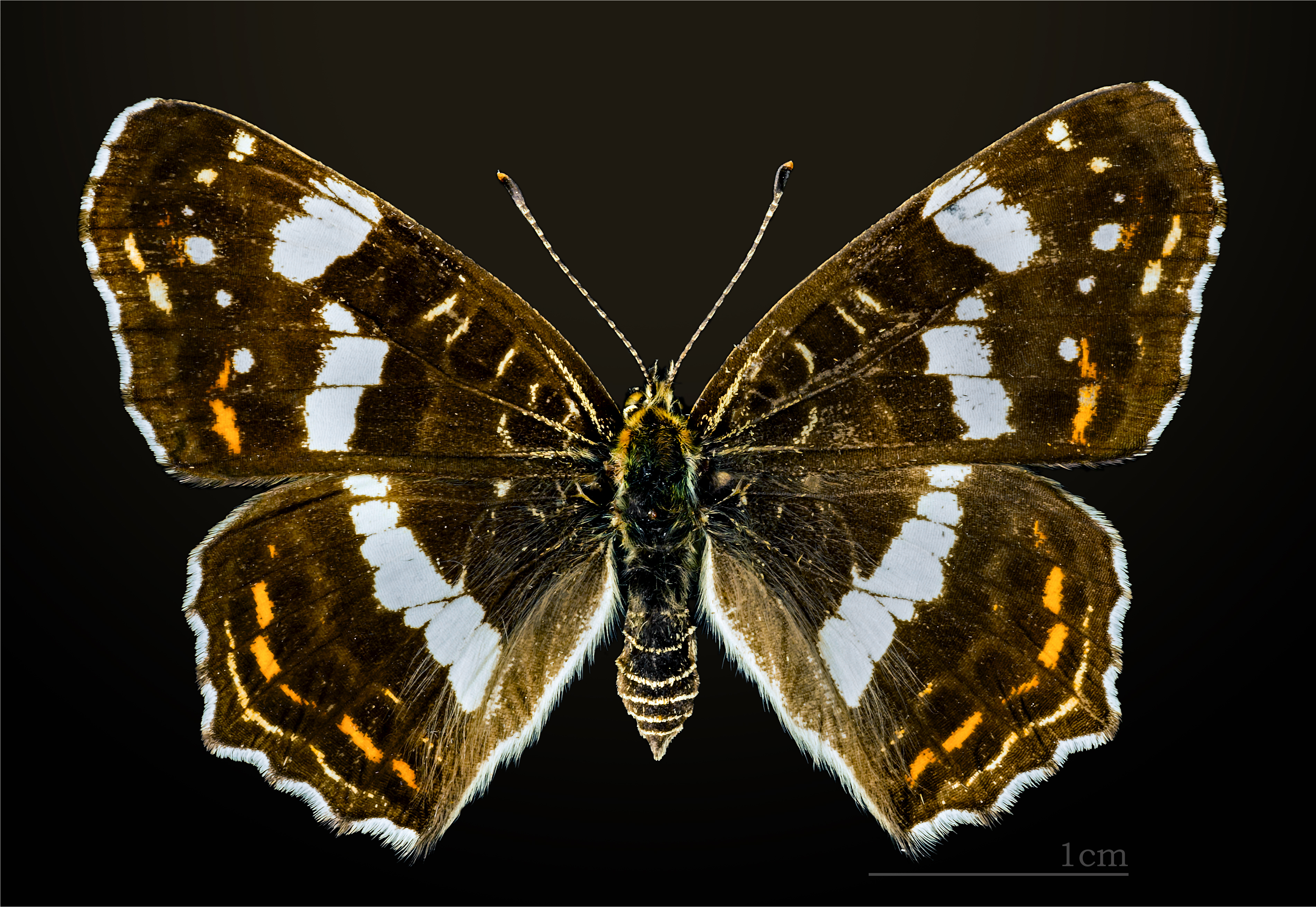
Araschnia levana f. prorsa
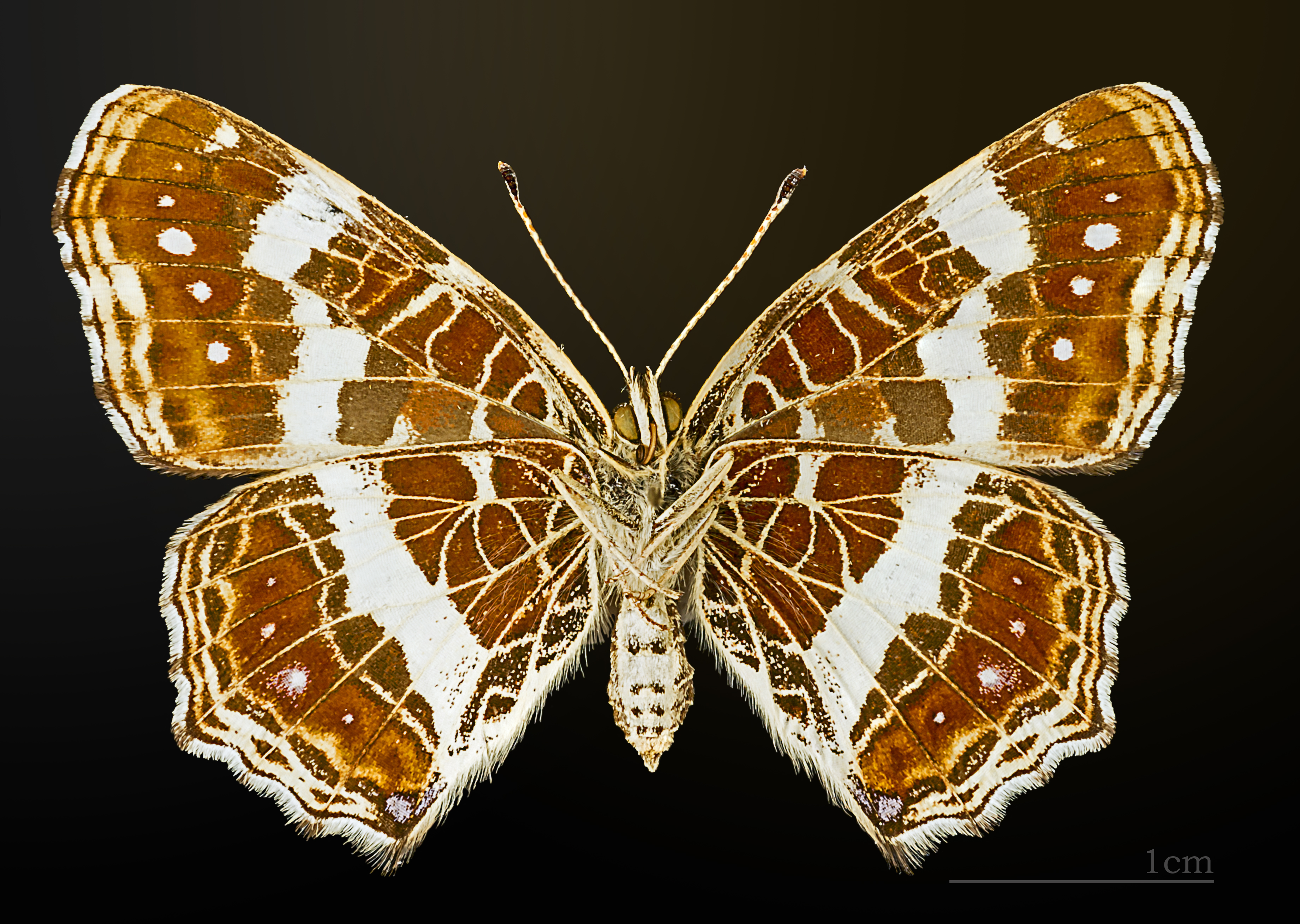
Araschnia levana f. prorsa  △

## Életmódja
Főleg erdőszéleken, illetve árokpartokon él. A magasságra nem érzékeny; a magashegységekben is megtalálható
Hernyói társasan (tömegesen) élnek tápnövényükön, a nagy csalánon (Urtica dioica).
Egy évben három nemzedéke repül (április–május, június–július, augusztus–szeptember).